# South Heighton
South Heighton is een civil parish in het bestuurlijke gebied Lewes, in het Engelse graafschap East Sussex met 990 inwoners.